# Oskar Sivertsen
Oskar Siira Sivertsen (15 febbraio 2004) è un calciatore norvegese, attaccante del Go Ahead Eagles.

## Carriera

### Club
È cresciuto nel settore giovanile del Kristiansund BK ed ha debuttato in prima squadra il 22 agosto 2020 nell'incontro di Eliteserien contro il Sarpsborg 08 dove ha anche segnato la rete del definitivo 4-1; il 1º aprile 2022 è stato ceduto in prestito all'Hødd, club della quarta divisione norvegese, ma il 2 giugno seguente, dopo 5 presenze, è stato richiamato. In seguito alla cessione del club in 1. divisjon è stato definitivamente promosso in prima squadra. Nel 2023 ha conquistato un'immediata promozione in prima divisione, categoria nella quale ha poi giocato da titolare nel 2024.
Il 4 febbraio 2025 è stato ceduto e titolo definitivo al Go Ahead Eagles, club della prima divisione olandese.

### Nazionale
Ha giocato con le nazionali giovanili norvegesi Under-15, Under-16, Under-17, Under-18, Under-19 ed Under-20.

## Statistiche

### Presenze e reti nei club
Statistiche aggiornate all'11 marzo 2025.
| Stagione            | Squadra             | Campionato          | Campionato | Campionato | Coppe nazionali | Coppe nazionali | Coppe nazionali | Coppe continentali | Coppe continentali | Coppe continentali | Altre coppe | Altre coppe | Altre coppe | Totale | Totale | Totale |
| Stagione            | Squadra             | Comp                | Pres       | Reti       | Comp            | Pres            | Reti            | Comp               | Pres               | Reti               | Comp        | Pres        | Reti        | Pres   | Reti   |        |
| ------------------- | ------------------- | ------------------- | ---------- | ---------- | --------------- | --------------- | --------------- | ------------------ | ------------------ | ------------------ | ----------- | ----------- | ----------- | ------ | ------ | ------ |
| 2020                | Kristiansund BK     | ES                  | 2          | 1          | -               | -               | -               | -                  | -                  | -                  | -           | -           | -           | 2      | 1      |        |
| 2021                | Kristiansund BK     | ES                  | 5          | 1          | CN              | 1               | 0               | -                  | -                  | -                  | -           | -           | -           | 6      | 1      |        |
| 2022                | Hødd                | 2D                  | 5          | 0          | CN              | 0               | 0               | -                  | -                  | -                  | -           | -           | -           | 5      | 0      |        |
| 2022                | Kristiansund BK     | ES                  | 2          | 0          | CN              | 0               | 0               | -                  | -                  | -                  | -           | -           | -           | 2      | 0      |        |
| 2023                | Kristiansund BK     | 1D                  | 25+2       | 4+0        | CN              | 1               | 0               | -                  | -                  | -                  | -           | -           | -           | 28     | 4      |        |
| 2024                | Kristiansund BK     | ES                  | 28         | 5          | CN              | 1               | 0               | -                  | -                  | -                  | -           | -           | -           | 29     | 5      |        |
| Totale Kristiansund | Totale Kristiansund | Totale Kristiansund | 64         | 11         |                 | 3               | 0               |                    | -                  | -                  |             | -           | -           | 67     | 11     |        |
| 2024-2025           | Go Ahead Eagles     | ED                  | 4          | 0          | CO              | 1               | 0               | -                  | -                  | -                  | -           | -           | -           | 5      | 0      |        |
| Totale carriera     | Totale carriera     | Totale carriera     | 73         | 11         |                 | 4               | 0               |                    | -                  | -                  |             | -           | -           | 77     | 11     |        |

## Palmarès

### Club

#### Competizioni nazionali
- Coppa dei Paesi Bassi: 1

Go Ahead Eagles: 2024-2025